# Матч за звання чемпіона світу із шахів 1975
Матч за звання чемпіона світу з шахів мав відбутися 1975 року. Чинний чемпіон Роберт Фішер мав грати із претендентом Анатолієм Карповим, але через суперечки з ФІДЕ відмовився захищати свій титул. Анатолій Карпов був проголошений дванадцятим чемпіоном світу з шахів.

## Історія
У 1971 році на Конгресі ФІДЕ у Ванкувері була змінена форма проведення матчів: не на більшу кількість очок у матчу з 24-х партій, а грати матч до 6 перемог без підрахунку нічиїх. Проте на наступному Конгресі у Гельсінкі Фішер запропонував повернутися до формули, яка існувала до 1948 року: безлімітний матч до 10 перемог, але у випадку рахунку 9 — 9 чемпіон зберігає своє звання. Для вивчення даного питання була створена комісія на чолі з тодішнім президентом ФІДЕ, екс-чемпіоном світу Максом Ейве. Під час голосування делегати підтримали пропозицію Фішера, окрім останньої (збереження титулу при 9 — 9).
На початку 1975 року Філіппіни заявили про свою готовність провести матч Фішера та Карпова, організовуючи призовий фонд у 5 мільйонів доларів США. Єдиним питанням залишався регламент матчу. Фішер наполягав на своїх умовах, ФІДЕ відмовлялося. Фішер відмовився захищати свій титул чемпіона і 3 квітня 1975 року Анатолій Карпов став дванадцятим чемпіоном світу з шахів.